# Завітне Бажання
Заві́тне Бажа́ння — село Старомлинівської сільської громади Волноваського району Донецької області України.

## Загальні відомості
Село розташоване на лівому березі р. Мокрі Яли. Відстань до центру громади становить близько 3 км і проходить автошляхом Т 0518.

## Новітня історія
Село захоплено російськими військами у березні 2022 року. 2 листопада окупанти зробили тут медичну базу для військових.

## Герб
Щит підвищено перетятий лазуровим і золотим. У першій частині сходить золоте сонце без зображення обличчя, що випускає такі ж промені, прямі і полум'яподібні поперемінно. У другій частині з лазуровою розімкнутою зверху облямівкою зелена верба, що супроводжується знизу лазуровими літерами "1922".

## Населення
За даними перепису 2001 року населення села становило 513 осіб.

### Мова
із них 87,91 % зазначили рідною мову українську, 11,7 % — російську та 0,19 % — вірменську мову.